# Gröbitz
Gröbitz is een plaats en voormalige gemeente in de Duitse deelstaat Saksen-Anhalt en maakt deel uit van de gemeente Teuchern in de Landkreis Burgenlandkreis.
Gröbitz telt 490 inwoners.

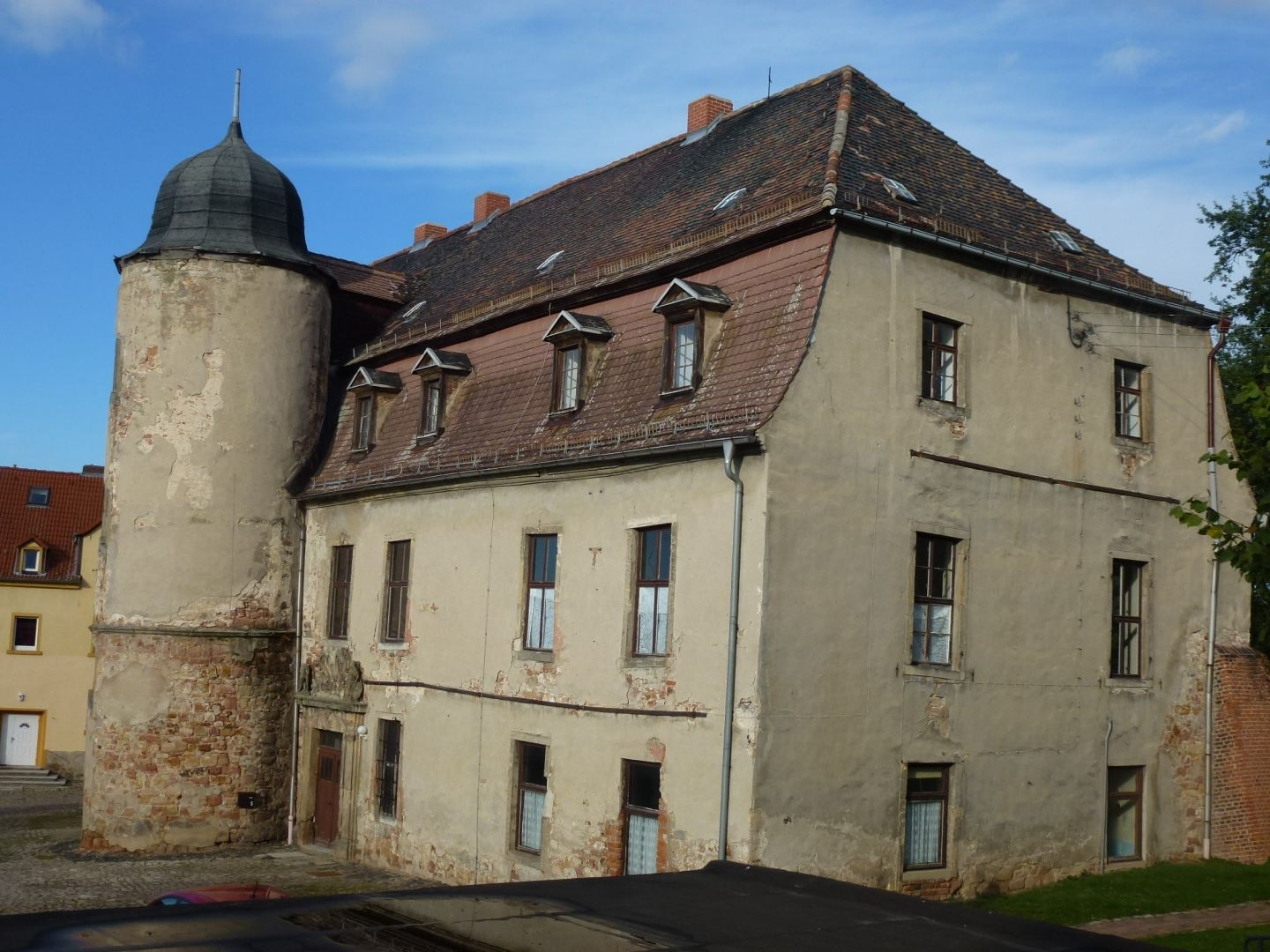
Herenhuis in Gröbitz
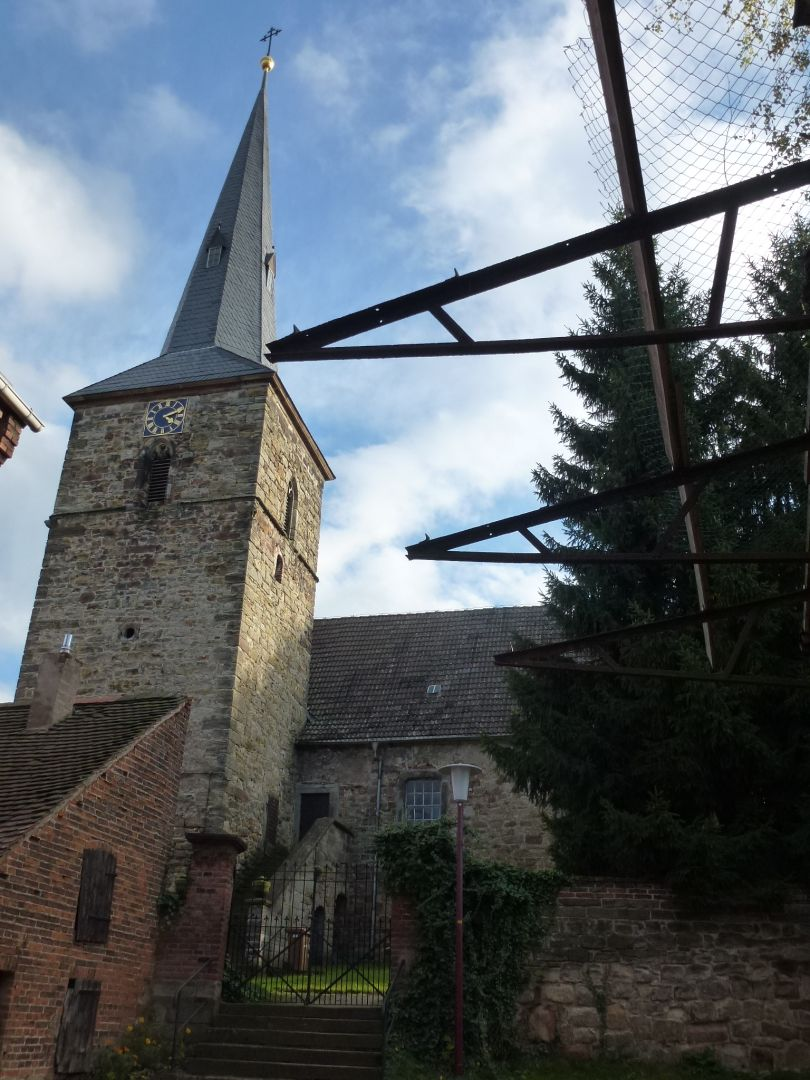
Kerk in Gröbitz